# 18659 Мегангрос
18659 Мегангрос (18659 Megangross) — астероїд головного поясу, відкритий 20 березня 1998 року.
Тіссеранів параметр щодо Юпітера — 3,339.